# 鴻池道億
鴻池 道億（こうのいけ どうおく、明暦元年12月6日（1656年1月2日） - 元文元年9月6日（1736年10月7日））は、 出雲国の戦国武将山中幸盛の玄孫。山中善兵衛家3代目。近世の大坂商人。茶道具の目利きで茶人としても知られる。豪商鴻池家の一族で山中秀重と木村治郎右衛門の娘の間に生まれた。初名は善三郎。名を彌三兵衛、秀季。号に光漸、凡斎など。老年は入道して、萬峯道億居士と称し82歳の長寿を保ち京都にて没した。
または山中 道億（やまなか　どうおく）ともいう。
墓所は大阪市中央区中寺町の顕孝庵境内墓地、京都市東山区の泉涌寺塔頭戒光寺墓地、高野山奥の院の鴻池家墓所にある。

## 経歴
家業の傍ら茶の湯に精進し、茶人として名をはせ、特に茶器の目利きに秀でた。茶道は村田珠光の流れを汲むというが、千家の茶道とも関係が深く、近衛家煕や住友家、大徳寺などと知遇を得て長次郎作で利休七種茶碗の「東陽坊」、茶入「本能寺文琳」等の300点を超えるという名茶器の収集に励む。それらは『鴻池道具帳』に詳しい。

## 著書
- 『山中光漸茶書』

## 参考資料
- 『茶道全集』創元社